# Brian Onyari Tinega
Brian Onyari Tinega (* 24. November 2002) ist ein kenianischer Sprinter, der sich auf den 400-Meter-Lauf spezialisiert hat.

## Sportliche Laufbahn
Erste internationale Erfahrungen sammelte Brian Onyari Tinega im Jahr 2019, als er bei den Jugendafrikameisterschaften in Abidjan in 46,73 s die Silbermedaille im 400-Meter-Lauf gewann. Bei den World Athletics Relays 2024 verpasste er mit der kenianischen 4-mal-400-Meter-Staffel sowie mit der Mixed-Staffel eine Direktqualifikation für die Olympischen Spiele in Paris. Anschließend gewann er mit der Männerstaffel in 3:02,34 min gemeinsam mit Kevin Kipkorir, Kelvin Sane Tauta und David Sanayek Kapirante die Silbermedaille bei den Afrikameisterschaften in Douala hinter dem botswanischen Team.

## Persönliche Bestzeiten
- 400 Meter: 45,32 s, 22. Mai 2024 in Nairobi